# Fighette in bicicletta
Fighette in bicicletta (Butt Banged Bicycle Babes) è un film pornografico del 1994, diretto da Christopher Alexander con lo pseudonimo Biff Malibu. Si tratta di un film ad episodi con attrici differenti protagoniste di ciascuno.

## Trama
Misty Rain, seduta su una cyclette con un grosso dildo al posto del sellino, funge da presentatrice delle varie scene. Nella prima scena Draghixa incontra un gruppo di cinque uomini mentre attraversa il bosco in bicicletta e l'incontro si tramuta ben presto in una gang bang. Il secondo episodio si svolge nel mezzo delle riprese di un film del regista Max ("hardcore") Steiner. Barbara viene fermata da Gerry e Sean mentre passa in bicicletta. I due le fanno molti complimenti per la sua avvenenza, le propongono di fare un provino seduta stante e poi finiscono per copulare tutti insieme. Nella terza scena, Francesca e Misty tentano di sedurre Gerry e Chad promettendo loro del sesso anale se i due riusciranno a batterle in una gara in bici che si svolge nel deserto. Segue poi una scena di sesso sulla spiaggia che coinvolge Marolin e Mark. L'ultimo episodio vede Yvonne e Kim arrivare in bicicletta a casa di John Stagliano dove trovano Mark che sta pulendo la piscina. Il tutto culmina in un'orgia.

## Episodi e cast
- Episodio 1: Draghixa Laurent, Eric Weiss, Gerry Pike, Guy DiSilva, Jon Dough, Marc Wallice
- Episodio 2: Barbara Doll, Gerry Pike, Sean Michaels, Max Hardcore
- Episodio 3: Francesca Lé, Misty Rain, Chad Thomas, Gerry Pike
- Episodio 4: Marolin, Mark Davis
- Episodio 5: Kim Chambers, Yvonne, John Stagliano, Mark Davis
- Episodio 6: Misty Rain

## Distribuzione
Nel 1995 Butt Banged Bicycle Babes venne distribuito in Italia in formato VHS con il titolo Fighette in bicicletta e in Spagna e Sud America come Ciclistas Enculadas.

## Riconoscimenti
- 1994 – XRCO Award
  - Best Anal or Double Penetration Scene a Kim Chambers, Yvonne, Mark Davis, John Stagliano